# Колін Ферт
Ко́лін Е́ндрю Ферт (англ. Colin Andrew Firth; нар. 10 вересня, 1960, Грейшотт, Гемпшир) — британський актор театру і кіно. Уперше Ферт став відомим широкому загалу у Великій Британії після виконання ролі містера Дарсі у телевізійній адаптації 1995 року роману «Гордість і упередження». У 2010 році отримав номінацію премії «Оскар» за роль у фільмі «Самотній чоловік», за цей же фільм він переміг у номінації БАФТА за найкращу чоловічу роль. У 2011 році виграв «Оскар» за роль у фільмі «Король говорить!».

## Життєпис
Народився 10 вересня 1960 року в Грейшотті (Велика Британія, графство Гемпшир). Батько Коліна викладав історію в коледжі короля Альфреда у Вінчестері. Мати — університетська викладачка релігії.
Своє раннє дитинство Колін провів у Нігерії, де його бабусі й дідусі були місіонерами методистської церкви, і до Англії повернувся, коли йому було 5 років.
У 14 років він вирішив стати актором, а у 18 років кинув коледж і залишив родину, яка на той час мешкала у Вінчестері, і поїхав вступати до лондонського театрального інституту, де відточував свій талант протягом трьох років.
Він зумів отримати головні ролі в інститутських постановках «Тартюф», «Король Лір», «Кішка на розпеченому даху», «Гамлет». Завдяки успішному виступу в «Гамлеті» Ферта помітив менеджер з пошуку талантів, який згодом допоміг йому отримати роль у постановці «Інша країна», поставленій для Королівського театру 1983 року. 1984 року він також зіграв у кіноверсії п'єси разом з актором Рупертом Евереттом.
Того ж 1984 року він знявся у телевізійному фільмі «Дама з камеліями», а 1989 року — зіграв головну роль у фільмі Мілоша Формана «Вальмон» — екранізації роману «Небезпечні зв'язки» Шодерло де Лакло.
Крім цього, наприкінці 1980-х Ферт з'являвся як у великих, так і в малих кінопроєктах. Найпомітнішим з них став фільм телеканалу BBC під назвою «Розруха» (1989), за роль у якому він отримав звання Найкращого актора від Королівського телевізійного товариства, а також номінувався в тій же категорії на отримання престижної британської премії BAFTA в тому ж 1989 році.
1995 року Колін зіграв містера Дарсі у фільмі виробництва BBC — «Гордість і упередження», отримавши ще одну премію BAFTA в категорії «Найкращий актор» 1996 року. Ставши дуже популярним у країні, цей мінісеріал приніс Ферту національне визнання, що дозволило йому отримати роль Джеффрі Кліфтон у фільмі Ентоні Мінгелли «Англійський пацієнт» (1996). Військова драма, яка отримала «Оскара», привернула увагу всього світу до його імені й надала йому доступ до голлівудської індустрії кіно, де він пізніше знявся в «Тисячі акрів» (1997).
Наступний фільм, в якому знявся Ферт — «Закоханий Шекспір» (1998), — виявився дуже успішним, як на думку критиків, так і в комерційному плані. 1999 року за участю Коліна вийшли фільми: «Моє веселе життя», «Загадковий жіночий сміх» і «Блекеддер вперед назад». Він зіграв роль Марка Дарсі у популярній екранізації роману Гелен Філдінг «Щоденник Бріджит Джонс» (2001) і в його продовженні «Бріджит Джонс: Межі розумного» (2004), він також поповнив своє резюме такими відомими фільмами, як «Як важливо бути серйозним» (2002), «Дівчина з перловою сережкою» (2003), «Реальна любов» (2003) і «Де ховається правда» (2005).
У наступні роки за участю Ферта вийшли фільми: «Моя жахлива няня» (2005), «Коли ти востаннє бачив свого батька?» (2007), «Останній легіон» (2007), «Так вона знайшла мене» (2007), «Однокласниці» (2007), «Випадковий чоловік» (2008), «Мамма Mia!» (2008), «Генуя» (2008), «Легка поведінка» (2008), «Доріан Грей» (2009), «Самотній чоловік» (2009), «Різдвяна історія» (2009), «Однокласниці-2» (2009).
З 2002 року Колін Ферт — посол організації Oxfam, яка надає допомогу країнам, що розвиваються.
Ферт пише художню прозу. Його перше оповідання називалося «Управління нічого».
Політична діяльність також захоплює Ферта. Колін вступив в організацію «Міжнародна амністія». Виступає за права політичних біженців і мігрантів. Їздить із промовами, намагаючись виховувати британське суспільство, незадоволене припливом іноземців до країни, говорить про небезпеки й біди, які глобальна індустріалізація несе людям, що дотримуються племінного устрою, бере участь у боротьбі проти компаній, котрі завдають шкоди здоров'ю працівників.
Ферт співав пісні у багатьох своїх фільмах, останнім з яких був фільм «Мамма Міа!». Він виконував пісню «Lady Come Down» разом із Рупертом Евереттом у фільмі «Як важливо бути серйозним», а також ще одну пісню у фільмі «Однокласниці» з Евереттом, яка з'явилася як адаптація пісні «Love Is in the Air».

### Родина
У Ферта є старший син Вілл від акторки Мег Тіллі, який мешкає зі своєю матір'ю в Канаді та США. 1989 року Ферт і Тіллі знімалися у картині Мілоша Формана «Вальмон». Після закінчення роботи над фільмом вони прожили разом сім років, після чого розлучилися.
З 1997 по 2019 роки був одружений із Лівією Гуджіолі — італійською режисеркою-документалісткою, у них двоє синів. Подружжя мешкає в Лондоні та Італії. У 2017 році, після рішення Британії про вихід з Євросоюзу, Колін Ферт запросив та отримав також італійське громадянство. Італія подвійне громадянство не забороняє.
У Коліна Ферта є сестра Кейт — викладачка вокалу, і молодший брат Джонатан, який також став актором.

## Нагороди
- Кавалер Ордена Британської Імперії
- Оскар (2010 — номінація, «Самотній чоловік») (2011 — переможець, «Король говорить!»)

## Фільмографія
| Рік  | Фільм                                       | Оригінальна назва                            | Роль                         | Примітки |
| ---- | ------------------------------------------- | -------------------------------------------- | ---------------------------- | --- |
| 1984 | Інша країна                                 | Another Country                              | Томмі Джад                   | |
| 1984 | Камілла                                     | Camille                                      | Армад Дюваль                 | телефільм |
| 1985 | 1919                                        | 1919                                         | (молодий) Олександр Щербатов | |
| 1985 | Голландські дівчата                         | Dutch Girls                                  | Нейл Трулав                  | телефільм |
| 1986 | Загублені імперії                           | Lost Empires                                 | Річард Гернкасл              | |
| 1987 | Місяць в селі                               | A Month in the Country                       | Том Біркін                   | |
| 1987 | Пет Гобі: Об'єднані з генієм                | Pat Hobby: Teamed With Genius                | Рене Вілкокс                 | |
| 1987 | Таємний сад                                 | The Secret Garden                            | Колін Кравен                 | |
| 1988 | Напівзруйнований                            | Tumbledown                                   | Роберт Лоуренс               | |
| 1989 | Квартира нуль                               | Apartment Zero                               | Адріан ЛеДюк                 | |
| 1989 | Вальмон                                     | Valmont                                      | Вальмон                      | |
| 1990 | Фатальна жінка                              | Femme Fatale                                 | Джозеф Прінс                 | |
| 1990 | Крила слави                                 | Wings of Fame                                | Браян Сміт                   | |
| 1991 | Зненацька                                   | Out of the Blue                              | Алан                         | П'єса для телебачення |
| 1993 | Година свині                                | The Hour of the Pig                          | Річард Кортоіс               | |
| 1994 | Володар маврів                              | Master of the Moor                           | Стефан Волбі                 | Для телебачення — Велика Британія |
| 1994 | Ляльковод                                   |                                              | Майкл Кондрон/Росс Толберт   | |
| 1994 | Глибоке, синє море                          | The Deep Blue Sea                            | Фредді Пейдж                 | П'єса для телебачення |
| 1995 | Коло друзів                                 |                                              | Simon Westward               | |
| 1995 | Гордість і упередження                      | Pride and Prejudice                          | Містер Дарсі                 | |
| 1995 | Вдівство місіс Голройд                      | The Widowing of Mrs. Holroyd                 | Чарльз Голройд               | П'єса для телебачення |
| 1996 | Англійський пацієнт                         | The English Patient                          | Джефрі Кліфтон               | Номіновано — Премія Гільдії кіноакторів США за найкращий акторський склад в ігровому кіно                                                        |
| 1996 | Таємниці Рут Ренделл                        | The Ruth Rendell Mysteries                   | Стівен Волбі                 | телесеріал |
| 1997 | Тисяча акрів                                | A Thousand Acres                             | Джесс Кларк                  | |
| 1997 | Футбольна лихоманка                         | Fever Pitch                                  | Пол Ашворт                   | |
| 1997 | Ностромо                                    | Nostromo                                     | Чарльз Голд                  | |
| 1998 | Закоханий Шекспір                           | Shakespeare in Love                          | Лорд Вессекс                 | Премія Гільдії кіноакторів США за найкращий акторський склад в ігровому кіно                                                                     |
| 1999 | Чорна Гадюка: назад і вперед                | Blackadder: Back & Forth                     | Вільям Шекспір               | |
| 1999 | Донован Квік                                | Donovan Quick                                | Донован Квік/Даніель Квін    | Зроблено на замовлення телебачення |
| 1999 | Моє веселе життя                            | My Life So Far                               | Едвард Петтіґрю              | |
| 1999 | Таємний жіночий сміх                        | The Secret Laughter of Women                 | Метью Філд                   | |
| 1999 | Поворот гвинта                              | The Turn of the Screw                        | Майстер                      | Masterpiece Theater |
| 2000 | Відносні цінності                           | Relative Values                              | Пітер Інґлтон                | |
| 2001 | Щоденник Бріджит Джонс                      | Bridget Jones's Diary                        | Марк Дарсі                   | |
| 2001 | Змова                                       | Conspiracy                                   | Вільгельм Штуккарт           | Номіновано — Прайм-тайм премія «Еммі» за найкращу чоловічу роль другого плану (2001), «Супутник» за найкращу чоловічу роль другого плану (2002). |
| 2001 | Ми знаємо, де ти живеш                      | We Know Where You Live                       | грає самого себе             | Користь для Міжнародна амністія |
| 2001 | Кохання на чотирьох                         | Fourplay                                     | Аллен Портлпнд               | Телебачення — HBO |
| 2002 | Як важливо бути серйозним                   | The Importance of Being Earnest              | Джек Вортінґ                 | |
| 2003 | Дівчина з перлинною сережкою                | Girl with a Pearl Earring                    | Ян Вермер                    | Номіновано — Європейський кіноприз |
| 2003 | Пелюстки надії                              | Hope Springs                                 | Колін Вейр                   | |
| 2003 | Реальна любов                               | Love Actually                                | Джемі Беннетт                | Номіновано — Phoenix Film Critics Society Award for Best Cast                                                                                    |
| 2003 | Чого хоче дівчина                           | What a Girl Wants                            | Гері Дешвуд                  | |
| 2004 | Бріджит Джонс: Межі розумного               | Bridget Jones: The Edge of Reason            | Марк Дарсі                   | |
| 2004 | Травма                                      | Trauma                                       | Бен Слатер                   | |
| 2005 | Моя жахлива няня                            | Nanny McPhee                                 | Кедрік Браун                 | |
| 2005 | Де ховається правда                         | Where the Truth Lies                         | Вінс Коллінс                 | |
| 2006 | Народжені рівними                           | Born Equal                                   | Марк Армітейдж               | Телевізійний фільм — UK |
| 2007 | Останній легіон                             | The Last Legion                              | Амвросій Авреліан            | |
| 2007 | Коли ти останнього разу бачив свого батька? | And When Did You Last See Your Father?       | Блейк Моррісон               | Номіновано — British Independent Film Award for Best Supporting Actor                                                                            |
| 2007 | Вона мене знайшла                           | Then She Found Me                            | Френк                        | |
| 2007 | Однокласниці                                | St Trinian's                                 | Джеффрі Тавейтс              | |
| 2007 | У в'язниці все моє життя                    | In Prison My Whole Life                      | грає самого себе             | документальний фільм |
| 2008 | Випадковий чоловік                          | The Accidental Husband                       | Річард Браттон               | |
| 2008 | Мамма Міа!                                  | Mamma Mia!                                   | Гаррі Брайт                  | Номіновано — National Movie Award for Best Performance Male                                                                                      |
| 2008 | Легка поведінка                             | Easy Virtue                                  | Джим Віттекер                | |
| 2008 | Генуя                                       | Genova                                       | Джо                          | |
| 2009 | Різдвяна історія                            | A Christmas Carol                            | Фред                         | |
| 2009 | Доріан Ґрей                                 | Dorian Gray                                  | Лорд Генрі Воттон            | |
| 2009 | Самотній чоловік                            | A Single Man                                 | Джордж Фалкоенр              | |
| 2009 | Головна вулиця                              | Main Street                                  | Том Філліпс                  | |
| 2009 | Однокласниці 2: Легенда про золото Фріттона | St Trinian's 2: The Legend of Fritton's Gold | Джеффрі Твейтс               | |
| 2010 | Король говорить!                            | The King's Speech                            | Георг VI                     | «Оскар», Премія «БАФТА», «Золотий глобус» та Премію Гільдії кіноакторів США, всі у номінації за найкращу чоловічу роль.                          |
| 2012 | Гамбіт                                      | Gambit                                       | Гаррі Дін                    | |
| 2013 | Залізничник                                 | The Railway Man                              | Ерік                         | |
| 2013 | Вузол диявола                               | Devil's Knot                                 | Рон Лакс                     | |
| 2014 | Магія місячного сяйва                       | Magic in the Moonlight                       | Стенлі Кроуфорд              | |
| 2014 | Перш, ніж я засну                           | Before I Go to Sleep                         | Бен Лукас                    | |
| 2015 | Kingsman: Таємна служба                     | Kingsman: The Secret Service                 | Ґалагед                      | |
| 2015 | Геній                                       | Gunius                                       | Максвелл Перкінс             | |
| 2016 | Дитина Бріджит Джонс                        | Bridget Jones's Baby                         | Марк Дарсі                   | |
| 2017 | Перегони століття                           | The Mercy                                    | Дональд Кроугерст            | |
| 2017 | Кінгсман: Золоте кільце                     | Kingsman: The Golden Circle                  | Ґалагед                      | |
| 2018 | Щасливий принц                              | The Happy Prince                             | Реджі Тернер                 | |
| 2019 | 1917                                        | 1917                                         | Сем Мендес                   | |
| 2020 | Таємний сад                                 | The Secret Garden                            | Марк Манден                  | |
| 2020 | Супернова                                   | Supernova                                    | Гаррі Макквін                | |
| 2021 | Неділя матері                               | Mothering Sunday                             | Пан Нівен                    | |
| 2021 | Операція «М'ясний фарш»                     | Operation Mincemeat                          | Евен Монтегю                 | |
| 2022 | Імперія світла                              | Empire of Light                              | містер Елліс                 | |
| 2022 | Сходи                                       | The Staircase                                | Майкл Петерсон               | мінісеріал |
| 2023 | Вулиця жита                                 | Rye Lane                                     | камео                        | |
| 2023 | Барбі                                       | Barbie                                       | містер Дарсі                 | |
| 2025 | Бріджит Джонс: Закохана у хлопця            | Bridget Jones: Mad About the Boy             | Марк Дарсі                   | |
| 2026 | Майбутній фільм Стівена Спілберга           | Untitled Steven Spielberg film               |                              | |

## Виноски
1. ↑  Бі-бі-сі: Британский актер Колин Ферт получил итальянское гражданство [Архівовано 24 вересня 2017 у Wayback Machine.], 23.09.2017